# Паллий (Древний Рим)
Па́ллий — первоначально древнеримское название для верхней одежды (разных видов плащей) греческого происхождения, таких как гиматий, фарос, хлена, пеплос, ксистида, хламида, трибон и так далее, которые могли носиться поверх туники или хитона как мужчинами, так и женщинами; женский вариант паллия несколько отличался от мужского и назывался палла. Как правило, паллий надевался через левое плечо, протягивался за спиной и под правой рукой, оставляя при этом открытым правое плечо. Первоначально, согласно Итальянской энциклопедии, паллии стали носить в Этрурии; сравнительно распространённой одеждой у различных слоёв населения он стал к II веку до н. э, надевался в основном во время выходов на улицу (реже на банкетах).
Паллии могли быть самых различных цветов и изготавливаться из различных материалов. Так, представители плебса обычно носили хлопковые или шерстяные паллии серого или бежевого цвета, патриции — белые, чёрные, голубые, пурпурные, жёлтые, зелёные и прочие, которые могли изготавливаться как из хлопка и шерсти, так и льна и даже шёлка, могло присутствовать пурпурное окаймление или расшивка золотыми нитями. Согласно Цицерону, жёлтые паллии носили исключительно женщины или «изнеженные мужчины». Некоторые же консервативные римляне считали недостойным для себя носить паллий, а император Октавиан Август, согласно Светонию, безуспешно пытался призывать консервативных сенаторов носить паллий вместо тоги.
На рубеже новой эры паллий стал распространённой одеждой философов (особенно являвшихся поклонниками греческой культуры), а также учителей и любителей искусства; впервые о подобной моде писал ещё Тит Ливий. В своём романе «Метаморфозы, или Золотой осёл» Апулей описывал правильный способ надевания паллия. Согласно Тертуллиану, паллии носили также первые христиане (в том числе обитатели катакомб и отшельники); на некоторых иконах в паллии изображён Иисус Христос.
В поздней Античности и раннем Средневековье паллием стал называться шерстяной плащ, носившийся высшими иерархами христианской церкви (от епископа и выше).
От слова pallium происходит прилагательное palliata в значении «греческая» (букв. «одетая в паллий»), в противоположность togata («римская», букв. «одетая в тогу»); оба прилагательных — эпитеты комедий с содержанием соответственно из греческой и римской жизни.